# 岸田劉生
岸田劉生（日语：／ Ryūsei Kishida，1891年6月23日—1929年12月20日）是日本大正、昭和時期的畫家。他以寫實的西洋畫風格肖像畫而聞名，也因1920年代的日本畫而聞名。

## 生平
1891年，岸田劉生出生於東京銀座區，父親岸田吟香是一位著名記者，曾協助詹姆斯·柯蒂斯·赫本編寫日英字典。岸田劉生於 1908年離開學校，在黑田清輝的白馬會工作室學習西洋藝術。
1910年，他開始在政府舉辦的文展中展出自己的作品。
1917年，岸田劉生疑似罹患結核病，移居友人武者小路實篤所在的神奈川縣藤澤町鵠沼療養。
1920年代初，岸田劉生突然對日本畫產生了新的興趣，融合了東方藝術的元素，特別是中國宋元時期的繪畫以及早期的浮世繪。
1922年，他是春陽會藝術協會的早期成員。他在鵠沼的家被1923年關東大地震摧毀，短暫搬到京都，然後在1926年2月搬到鎌倉。
1929年，在南滿鐵道公司的贊助下，岸田劉生進行了一生唯一一次出國旅行，訪問了滿洲的大連、奉天和哈爾濱。11月27日在返回鎌倉途中，他在山口縣德山（現在的周南市）停留，後因尿毒症及胃潰瘍去世，享年38歲。
他去世後，他的兩幅畫被日本政府文化廳指定為國家重要文化財產。
2000年12月，他的一幅肖像畫《穿上披肩的麗子》以3.6億日圓的價格拍出，創下日本繪畫拍賣史上的最高價格

## 作品
- 道路と土手と塀(切通之写生)
- (麗子肖像(麗子五歳之像)
- 麗子微笑